# Miniopterus mossambicus
Miniopterus mossambicus (довгокрил мозамбіцький) — вид родини Лиликові (Vespertilionidae), ссавець ряду Лиликоподібні (Vespertilioniformes, seu Chiroptera).

## Етимологія
Назва стосується країни поширення.

## Морфологія
Невеликого розміру, із загальною довжиною між 99 і 104 мм, довжина передпліччя між 41 і 44,9 мм, довжина хвоста від 47 до 50 мм, довжина стопи між 6 і 9 мм, довжиною вуха між 8,8 і 10 мм і вагою до 9 г.
Спинна частина сірувато-коричневого кольору, а черевна частина трохи світліша з основою волосся темнішою. Лоб високий і округлий, ніс вузький і з дуже маленькими ніздрями. Вуха короткі, трикутні, добре розділені один від одного і з заокругленими кінцями. Довгий хвіст.

## Середовище проживання
Цей вид широко поширений у північній і західній Мозамбіку.

## Життя
Харчується комахами.